# 毘沙門漁港
毘沙門漁港（びしゃもんぎょこう）は、神奈川県三浦市にある第1種漁港である。

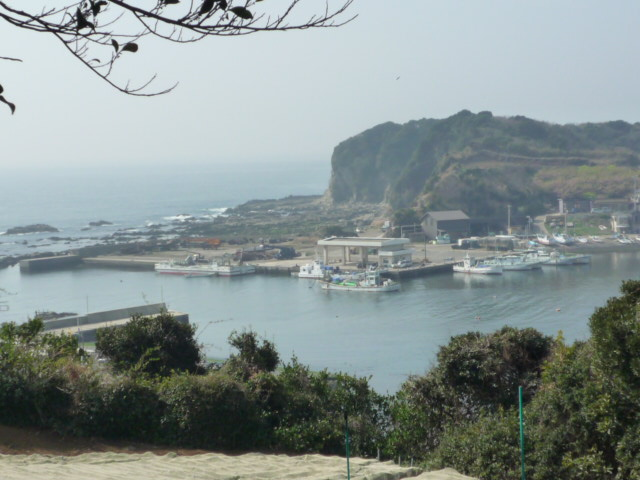
毘沙門漁港遠景

## 概要
- 管理者 - 神奈川県三浦市
- 漁業協同組合 - みうら
- 組合員数 - 139名（2001年（平成13年）12月）
- 漁港番号 - 2110073

## 沿革
- 1984年7月24日 - 第1種漁港に指定

## 主な魚種
- サザエ
- ヒジキ
- ワカメ
- タコ

## 主な漁業
- 定置網漁業
- 刺し網漁業
- 採貝業
- 採藻業
- 海面養殖業（藻類）

## アクセス
- 京急久里浜線三浦海岸駅より京浜急行バス毘沙門天入口下車徒歩10分